# Baron Carrington
Wicehrabiowie Carrington 1. kreacji (parostwo Anglii)
Baronowie Carrington 1. kreacji (parostwo Anglii)
- 1643–1665: Charles Smyth, 1. wicehrabia Carrington
- 1665–1701: Francis Smith, 2. wicehrabia Carrington
- 1701–1706: Charles Smith, 3. wicehrabia Carrington

Baronowie Carrington 2. kreacji (parostwo Irlandii)
Baronowie Carrington 3. kreacji (parostwo Wielkiej Brytanii)
- 1796–1838: Robert Smith, 1. baron Carrington
- 1838–1868: Robert John Carrington, 2. baron Carrington
- 1868–1928: Charles Robert Wynn Carrington, 1. markiz Lincolnshire i 3. baron Carrington
- 1928–1929: Rupert Clement George Carington, 4. baron Carrington
- 1929–1938: Rupert Victor John Carington, 5. baron Carrington
- 1938 -: Peter Alexander Rupert Carington, 6. baron Carrington

Najstarszy syn 6. barona Carrington: Rupert Francis John Carington